# جولييت إبراهيم
جولييت إبراهيم (بالإنجليزية: Juliet Ibrahim)‏ هي ممثلة غانية، ولدت في 3 مارس 1986 بأكرا في غانا.

## وصلات خارجية
- جولييت إبراهيم على موقع IMDb (الإنجليزية)